# Радомысльский уезд
Радомы́сльский уезд — административно-территориальная единица Киевской губернии Российской империи. Уездный город — Радомысль.

## География
Уезд находился на северо-западе губернии. На севере граничил с Минской, на западе — с Волынской, на востоке — с Черниговской губерниями. Площадь уезда составляла 8468 км².

## Население
По переписи 1897 года население уезда составляло 315 629 человек, в том числе в городе Радомысль — 10 906 жителей.

### Национальный состав
Национальный состав по переписи 1897 года:
- малороссы — 247 418 чел. (78,4 %),
- евреи — 41 272 чел. (13,1 %),
- русские (великороссы) — 12 202 чел. (3,9 %),
- немцы — 7153 чел. (2,3 %),
- поляки — 6138 чел. (1,9 %).

## Административное деление
На 1 января 1900 года Радомысльский уезд состоял из 8 местечек, 88 сёл, 282 деревень, 118 хуторов, 9 ферм, 5 выселков, 8 еврейских колоний, 73 немецких колоний, 42 урочищ, 35 слобод, 12 фольварков, 2 лесных сторожек и 1 лесной конторы — всего из 683 населённых пунктов. Все эти пункты были распределены в административном отношении между 2 мировыми посредниками, 5 становыми приставами, 16 волостными правлениями и 16 полицейскими урядниками. В судебно-мировом и следственном отношениях Радомысльский уезд был распределён на 5 судебно-мировых и 4 следственных участка.
1. Брусиловская волость
2. Водотыйская волость
3. Вышевичская волость
4. Горностайпольская волость
5. Иванковская волость
6. Кичкировская волость
7. Коростышевская волость
8. Красятичская волость
9. Малинская волость
10. Мартыновичская волость
11. Потиевская волость
12. Приборская волость
13. Розважевская волость
14. Хабенская волость
15. Чернобыльская волость
16. Шепеличская волость